# Lamprempis furcaticauda
Lamprempis furcaticauda är en tvåvingeart som beskrevs av Smith 1962. Lamprempis furcaticauda ingår i släktet Lamprempis och familjen dansflugor. Inga underarter finns listade i Catalogue of Life.